# 慢食運動

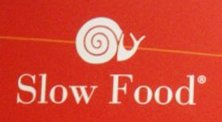

慢食运动（Slow Food）是由意大利人卡尔洛·佩特里尼提出，目的是对抗日益盛行的快餐。运动提倡维持单个生态区的饮食文化，使用与之相关的蔬果、促进当地饲养业及农业。亦是慢生活运动最先实行的一部分。至今，该运动已发展至全球122个国家，有超过83,000名会员。

## 慢食协会
该会前身是Arcigola，于1986年为了抗议麦当劳于罗马市中心西班牙台阶附近开设分店而正式成立。由此抗议活动而发展起来的慢食协会会现在超过122个国家，下设800个分会，共有超过83,000名会员。单是在意大利就已有超过360个分会及35,000名会员。该组织架构相对松散，每个分会有独自的领导，负责当地的文化及农业，并通过举行如美食会、试酒等区域性活动推广本地的美味佳肴。
组织总部位于意大利北部，靠近都灵的小城布拉，并先后于瑞士（1995年）、德国（1998年）、美國（2000年）、法国（2003年）、日本（2005年）及最近于英国设立办事处。该组织于美国出版季刊《蜗牛》，同时也在数个欧盟国家出版相关书籍。该组织也会举行各种展览以增加知名度：于都灵举办全球最大的食品及葡萄酒展“品味沙龙”及名为“大地母亲”的食品业世界大会，于普拉举行奶酪双年展“奶酪”和名为“慢鱼”的热那亚海鲜节。

### 目标
- 建立及开发种子银行以保护本地食品系统中的传统且特有的蔬果。
- 发展及保护当地的传统美食，使之延续并发扬光大。
- 继承及发扬当地传统食品，包括食谱及制作方法。
- 提倡并组织小规模的生产流程（包括屠宰场及季节性食品）。
- 组织各种倡导本地美食的活动。
- 倡导对美食的品味。
- 教导消费者有关快餐的危害。
- 教导市民有关商业化农业及大型畜牧业的缺点。
- 教导市民有关单一作物及依赖少数基因组的危险性。
- 扶持小型家庭式农场并发展相关策略。
- 游说政府将有机农业包括于农业政策中。
- 反对政府拨款于遗传工程。
- 反对使用农药。
- 向学生及囚犯教授园艺。
- 鼓励良知消费。

### 影响
鉴于慢食运动还处于萌芽阶段，所以仍不可以断定其影响的成功与否。其认知度在欧洲及美国仍然不高。
数据显示，在欧洲，尤其在德国，购买有机食品的消费者远远大于美国。慢食运动对消费者对于健康的认知有一定的提高作用，但对于整体消费社会而言，慢食运动的影响却是微乎其微，于慢食餐厅就餐者往往以游客居多。为了提倡非快餐的概念，慢食协会将目标人群锁定在中小学生。志愿者会为学校的花园设定框架及举行工作坊，以将农业的艺术传播给下一代。

## 外部連結
- 國際慢食協會 （页面存档备份，存于）
- 慢食晚餐 Party 101 （页面存档备份，存于）
- Photography: SLOW.  Life in A Tuscan Town
- FLYP Media story on Slow Food's Ark of Taste （页面存档备份，存于）